# Cargolet ventreblanc
El cargolet ventreblanc (Uropsila leucogastra) és un ocell de la família dels troglodítids (Troglodytidae) i única espècie del gènere Uropsila P.L. Sclater et Salvin, 1873.

## Hàbitat i distribució
Habita el sotabosc de la selva pluvial de les terres baixes de Mèxic oriental i sud-oriental (incloent el Yucatan), Guatemala, Belize i Hondures.